# ساختمان سبز (ام آی تی)
ساختمان سبز سیسیل و آیدا که با نام ساختمان سبز یا ساختمان ۵۴ نیز شناخته می‌شود، یک ساختمان دانشگاهی و تحقیقاتی در موسسه فناوری ماساچوست (MIT) در کمبریج، ماساچوست است. این ساختمان محل قرارگیری دپارتمان علوم زمین، جو و سیاره (EAPS) است. این ساختمان یکی از بلندترین ساختمان‌های کمبریج است.
ساختمان سبز توسط آی. ام. پی، که مدرک لیسانس معماری خود را در سال ۱۹۴۰ از دانشگاه MIT دریافت کرد، و آرالدو کوسوتا طراحی شد. سیسیل هاوارد گرین، اهداکننده اصلی، مدرک لیسانس و فوق لیسانس خود را از دانشگاه MIT دریافت کرده و از بنیانگذاران شرکت تگزاس اینسترومنتس بود.

## معماری
ساختمان سبز طی سال‌های ۱۹۶۲ تا ۱۹۶۴ با استفاده از بتن مسلح ساخته شد. این برج ۱۸ طبقه دارد که معادل ۲۱ طبقه یا ۲۷۷ فوت (۸۴ متر) بلند، با نمای بتنی که شبیه سنگ آهک و بتن ساختمان‌های قدیمی‌تر MIT در نزدیکی آن است. زیرزمین ساختمان پایین‌تر از سطح دریا است و به سیستم تونل MIT متصل می‌شود. سه آسانسور در ساختمان سبز کار می‌کنند. در دو ضلع شرقی و غربی راه‌پله‌هایی وجود دارد که نمای بیرونی آنها، پهنه‌ای وسیع و بدون پنجره را نشان می‌دهد که تنها با پنل‌های بتنی توکار به ارتفاع یک طبقه، جلوه‌گر شده است.
اولین فضای اشغال شده بالای ورودی طبقه همکف، طبقه "LL" است که شامل سالن سخنرانی بزرگ اتاق ۵۴–۱۰۰ می‌شود. طبقه دوم قبلاً کتابخانه لیندگرن، بخشی از سیستم کتابخانه‌ای MIT، را در خود جای داده بود، اما این مرکز جداگانه در سال ۲۰۰۹ در کتابخانه دیگری ادغام شد.
ساختمان سبز از زمان تکمیلش در سال ۱۹۶۴، بلندترین ساختمان کمبریج بود، تا اینکه در سال ۲۰۱۹، سایت ۴ در نزدیکی میدان کندال از آن پیشی گرفت. هنگام ساخت آن، قانون کمبریج تعداد طبقات ساختمان‌های بلند را محدود کرده بود. بنابراین، ساختمان سبز به گونه‌ای طراحی شد که روی پایه‌هایی قرار گیرد و اولین طبقه اشغال شده تقریباً ۳۰ فوت (۹٫۱ متر) بالاتر از سطح زمین، به منظور «دور زدن» این قانون و به حداکثر رساندن ارتفاع ساختمان. مساحت هر طبقه تنها ۶۰ در ۱۲۰ فوت (۱۸ در ۳۷ متر) است. که گروه‌های تحقیقاتی به سرعت از آن پیشی گرفتند و برخی از آنها را مجبور به پراکنده شدن در جاهای دیگر دانشگاه کردند.
ارتفاع ساختمان هدف کاربردی خاصی دارد. سقف آن از ابزارهای هواشناسی و تجهیزات ارتباطات رادیویی، به علاوه یک رادوم کروی سفید که دستگاه رادار هواشناسی از راه دور را در بر می‌گیرد، پشتیبانی می‌کند. این تجهیزات فنی همگی برای برد و دقت بهینه به یک نقطه دید مستقیم نیاز دارند؛ بدون ساختمان سبز، برای عملکرد صحیح آنها نیاز به ساخت نوعی برج بود. برای به حداقل رساندن تداخل با سیگنال‌های رادیویی، سایر ساختمان‌های پردیس مرکزی MIT کمتر از نصف ارتفاع ساختمان سبز هستند و برج‌های خوابگاه وست‌گیت، خانه مک‌گرگور و ساختمان‌های بلندمرتبه در میدان کندال حداقل ۱٬۵۰۰ فوت (۴۶۰ متر) ارتفاع دارند. دور.
در سال ۲۰۱۹، دانشگاه MIT طرحی ۶۰ میلیون دلاری برای بازسازی ساختمان سبز آغاز کرد. این بازسازی ۱۲٬۰۰۰ فوت مربع (۱٬۱۰۰ متر مربع) دیگر به مساحت ساختمان اضافه می‌کند. فضا برای تحقیقات علوم زیست‌محیطی، شامل الحاقیه‌ای دارای گواهینامه پیشرو در طراحی محیطی و انرژی به ساختمان. بخشی از بودجهٔ نوسازی شامل کمک مالی ۳ میلیون دلاری از شرکت نفت و گاز شل بود، که منجر به انتقاد چندین گروه در MIT شد. دانشجویان و کارکنان به مشارکت این شرکت در انکار تغییرات اقلیمی اشاره کردند و اخلاق پذیرش کمک مالی شل را زیر سؤال بردند و استفاده از پول سوخت‌های فسیلی برای تأمین مالی تحقیقات زیست‌محیطی را «سبزشویی» نامیدند.

## اشغال
ساختمان سبز، مرکز اصلی دپارتمان علوم زمین، جو و سیاره (EAPS) است که با نام دوره ۱۲ نیز شناخته می‌شود. دفتر مرکزی دپارتمان در طبقه نهم ساختمان قرار دارد. طبقات پایین ساختمان شامل بخش علوم سیاره‌ای است. طبقات میانی شامل بخش علوم زمین (زمین‌شناسی، ژئوفیزیک و ژئوشیمی) است. طبقات بالا بخش علوم جوی (که شامل اقیانوس‌شناسی و اقلیم‌شناسی نیز می‌شود) را در خود جای داده‌اند.

## مشکلات

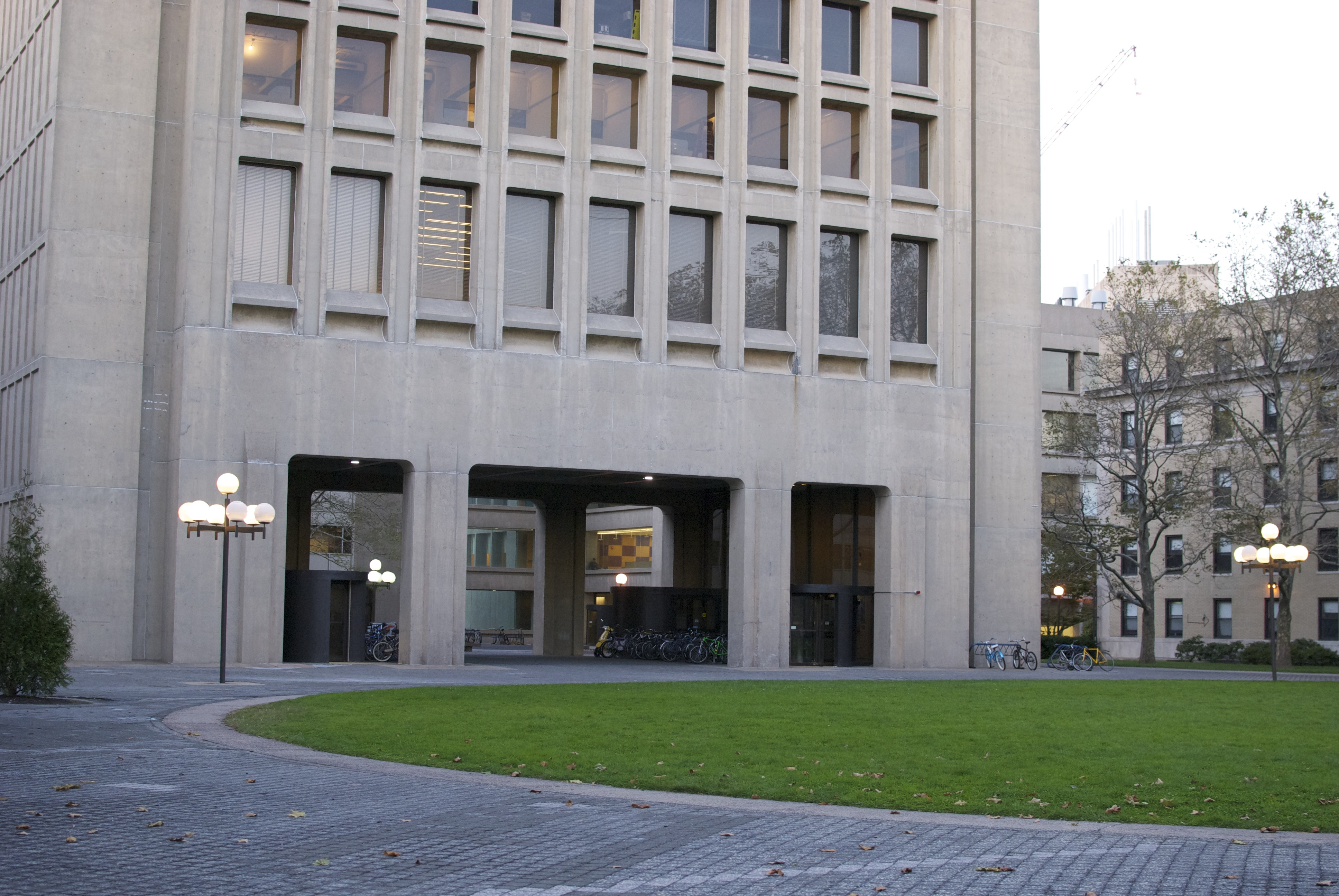
این مسیر نسیم باز، بادهای شدید را در هوای طوفانی هدایت می‌کند.

وقتی ساختمان سبز برای اولین بار افتتاح شد، برجستگی دورافتاده ساختمان و نزدیکی نسبی آن به حوضه رودخانه چارلز منجر به سرعت بالای باد در طاق ورودی آن شد. بادهای شدید گاهی اوقات مانع از ورود یا خروج افراد از ساختمان از طریق درهای اصلی لولایی می‌شد و ساکنان را مجبور می‌کرد از یک تونل زیرزمینی که به ساختمان‌های دیگر متصل بود، استفاده کنند. پانل‌های چوبی بزرگی به‌طور موقت در راهروی باز نصب شدند تا جلوی باد را بگیرند و بعداً درهای گردان در ورودی‌های طبقه همکف نصب شدند تا تا حدودی مشکل را برطرف کنند. چندین پنجره ترک خوردند و حداقل یک شیشه بزرگ پنجره در طبقه بالا، تا حدی به دلیل اثرات باد، از جا کنده شد و در نهایت نیاز به تعویض تمام پنجره‌ها پیش آمد. چند سال بعد، مشکلات مشابهی در برج جان هنکاک بوستون، یک آسمان‌خراش ۶۰ طبقه که توسط همان شرکت معماری طراحی شده بود، رخ داد.
پس از آشکار شدن مشکلات باد، آزمایش‌های مدل آیرودینامیکی در تونل باد برادران رایت دانشگاه MIT انجام شد. : ۱۷–۲۰ در سال ۲۰۱۳، یک مطالعه دینامیک سیالات محاسباتی (CFD) جریان هوای پیچیده اطراف و درون ساختمان را دوباره بررسی کرد. مطالعات، داستان‌های نقل‌شده در مورد بادهای غیرمعمول و شدید در پایه ساختمان را تأیید کردند و این پدیده را نتیجهٔ یک آشفتگی بزرگ فشار سکون در وجه جنوبی ساختمان دانستند.
یک افسانه رایج اما نادرست بیان می‌کند که مجسمه بادبان بزرگ (La Grande Voile) اثر الکساندر کالدر در جلوی ساختمان نصب شده تا بادهای شدید را منحرف کند. مطالعه CFD سال ۲۰۱۳ نشان داد که مجسمه در فاصله بسیار دوری قرار گرفته است تا جریان باد در پایه ساختمان را به‌طور قابل توجهی تغییر دهد. : ۳۴ 

## هک‌ها
به دلیل ارتفاع و دید آن از محلهٔ بوستون بک بی در آن سوی حوضهٔ رودخانهٔ چارلز، به علاوهٔ شبکهٔ مستطیلی شکل آن از صفحات بزرگ ۶-در-۸-فوت (۱٫۸-در-۲٫۴-متر) پنجره‌های تک‌جداره مستطیلی عمودی که یک نمایشگر ماتریس نقطه‌ای خام ۹ × ۱۸ را تشکیل می‌دهند، ساختمان سبز محل بسیاری از هک‌ها یا شوخی‌ها بوده است. در سال ۱۹۹۳، یک هک گسترده، نه پنجره طبقه آخر را به عنوان یک VU متر دیجیتال عظیم برای کنسرت سنتی چهارم جولای ارکستر بوستون پاپز تغییر کاربری داد. چندین ترفند ساده‌تر دیگر از کل آرایه پنجره برای نمایشگرهای ثابت استفاده کرده‌اند؛ این عمل به اندازه‌ای رایج است که اصطلاح «سخن سبز» را به خود گرفته است (که نباید با اظهارات مبهم معروف رئیس سابق بانک فدرال رزرو، آلن گرینسپن، اشتباه گرفته شود).
در سپتامبر ۲۰۱۱، هکرها ۱۵۳ (= ۹ × ۱۷) چراغ LED پرقدرتِ سفارشیِ تغییر رنگ‌دهندهٔ بی‌سیمِ کنترل‌شده را در تمام پنجره‌های بالای طبقهٔ اول نصب کردند. آنها در طول شب ۱۱ سپتامبر ۲۰۱۱، به یاد حملات ۱۱ سپتامبر ۲۰۰۱، پرچم آمریکا را در اهتزاز درآوردند. برای مدت کوتاهی در اوایل صبح ۱۲ سپتامبر، چراغ‌ها یک بازی تتریس را به نمایش گذاشتند و بدین ترتیب یک پیشنهاد هک قدیمی، " جام مقدس " هک‌ها، محقق شد. سخت‌افزار نمایشگر گاهی اوقات دچار اشکالاتی می‌شد و از ۱۳ سپتامبر برطرف شد. طراحی سخت‌افزار و نرم‌افزار برای قابلیت اطمینان بهتر، بیشتر توسعه داده و اصلاح شد. در ۲۰ آوریل ۲۰۱۲، هکرهای MIT با موفقیت ساختمان سبز را به یک بازی تتریس بزرگ و قابل بازی تبدیل کردند که از یک تریبون کنترل بی‌سیم در فاصله دید مناسب در جلوی ساختمان اداره می‌شد. از بازدیدکنندگان آخر هفته پیش‌نمایش دانشگاه (گردهمایی برای دانشجویان سال اولی که پذیرفته شده‌اند) دعوت شد تا این بازی را در زمین عظیم ۸۰-در-۲۵۰-فوت (۲۴-در-۷۶-متر) انجام دهند. شبکه نمایش، که ادعا می‌شد دومین نمایشگر ویدیویی تمام رنگی بزرگ در ایالات متحده است.
هکرها به جای نصب موقت و یکباره، یک مرکز دائمی طراحی و ساخته‌اند که می‌تواند بارها توسط جامعه MIT مورد استفاده مجدد قرار گیرد. با دپارتمان علوم زمین، اتمسفر و سیاره‌ای (EAPS) که دفتر مرکزی آن در ساختمان سبز قرار دارد، تفاهمی حاصل شده است تا سخت‌افزار نمایشگر نور در هر پنجره نصب بماند. برای جلوگیری از آزار ساکنین و امکان «انصراف» کارکنانی که دیر کار می‌کنند، هر نمایشگر نور به یک دکمهٔ لغو دستی مجهز شده است که پس از فشردن آن، نور پیکسلی آن پنجره را برای چند ساعت غیرفعال می‌کند. علاوه بر این، هکرها ابزارهای نرم‌افزاری متن‌بازی را منتشر کرده‌اند که برای توسعه الگوهای نمایشی جدید استفاده می‌شوند، به طوری که دیگران می‌توانند با همکاری مهندسان هکر، تصاویر ثابت یا متحرک جدید را طراحی و پیاده‌سازی کنند.
شب بعد از بمب‌گذاری در ماراتن بوستون، نورپردازی ساختمان سبز، طرحی از پرچم آمریکا را به نمایش گذاشت. پس از تیراندازی و مرگ مأمور گشت پردیس MIT، شان کالیر، توسط بمب‌گذاران ادعایی، چند روز بعد، یک ۲۵۰ فوت (۷۶ متر) طرح روبان مشکی به یاد او نمایش داده شد.